# Улица Наталии Ужвий (Харьков)
Улица Наталии Ужвий (укр. Вулиця Наталії Ужвій) — улица в Киевском районе города Харькова. Пролегает от улицы Леся Сердюка до конца застройки, исторически сложившаяся местность (район) Салтовский жилой массив.
Примыкают улицы Гвардейцев Широнинцев.

## История
Улица, наряду с другими улицами Северной Салтовки, была проложена и застраивалась в 1980-е годы. Новая улица получила современное название — в честь украинской советской актрисы театра и кино Наталии Михайловны Ужвий.

## Застройка
Улица пролегает в юго-восточном направлении параллельно улице Метростроителей. 
Парная сторона улицы занята многоэтажной жилой застройкой — микрорайоны № 3 и 4 района Северная Салтовка, непарная — не застроена, гаражи. Нумерация улицы начинается с № 60. 
Учреждения:
1. № — детсад № 464